# Changtse
Changtse (tyb. Szczyt Północny) – siedmiotysięcznik w paśmie Himalajów. Leży w Chinach na terenie Tybetu, niedaleko granicy z Nepalem. Changtse jest połączony z Mount Everest przełęczą Chang La (7020 m). Changtse jest 45. szczytem Ziemi.
Pierwszego wejścia na szczyt dokonał 3 października 1982 r. Johan Taks. Holenderski wspinacz dokonał tego mimo braku zezwolenia na wspinaczkę. 11 dni później, już z zezwoleniem, szczyt zdobyła ekspedycja niemiecka w składzie: Udo Zehetleitner, Paul Braun, Rudolf Frick, Ludwig Hösle i Martin Engler.